# ملکه مادر (بیولوژیک)

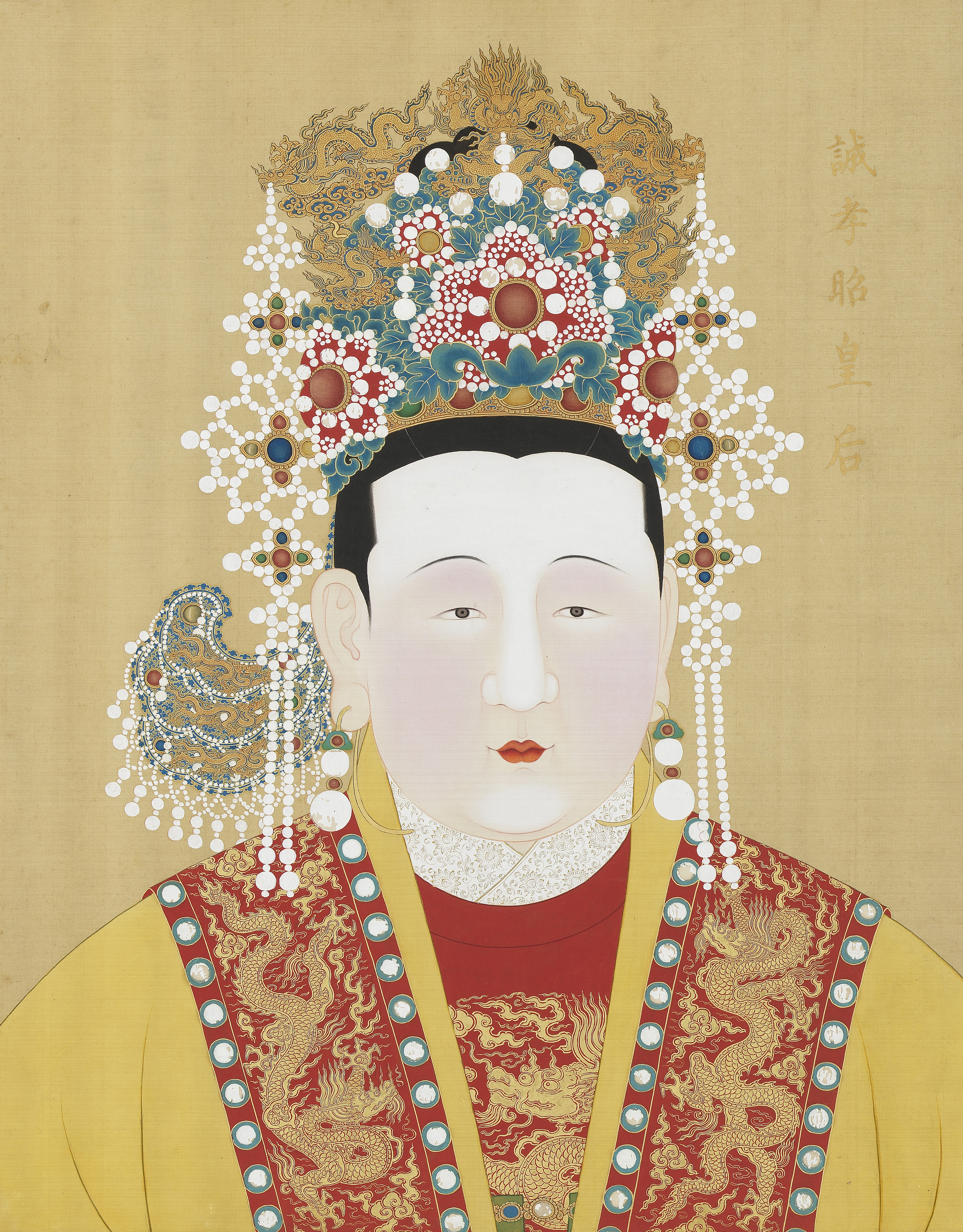
ملکه ژانگ(مینگ رنزونگ)

ملکه مادر این عنوانی است که به مادر امپراتور در چین، ژاپن، کره و ویتنام داده می‌شود. این عنوان به مادر بلافصل امپراتور در همان نسل داده شد. در نسل‌های قبلی، به مادران لقب «امپراتور مادربزرگ» داده می‌شد.

## در ژاپن
کوتایگو (به ژاپنی: 皇太后 こうたいごう)، (به انگلیسی: Empress Dowager)، شخصی که ملکه امپراتور، امپراتور ژاپن یا شاه قبلی بوده است.
همچنین شخصی که مادر یک امپراتور، امپراتور ژاپن یا پادشاه است. با این حال، مواردی وجود دارد که لزوماً با این تعریف مطابقت ندارد.
در سیستم چندزنی کوگو بالاترین رتبه را در میان همسران متعدد امپراتور، امپراتور ژاپن و پادشاه دارد.